# Jevhen Stankovyč
Jevhen Fedorovyč Stankovyč (in ucraino Євге́н Фе́дорович Станко́вич?; Szolyva, 19 settembre 1942) è un compositore ucraino di opere teatrali, orchestrali, da camera e corali.

## Biografia
Stankovyč è nato a Szolyva (oggi Svaljava), all'epoca parte del Regno d'Ungheria.
Nel 1962-63 studiò composizione con Adam Soltys al Conservatorio di Leopoli, dal 1965 al 1970 con Borys Ljatošyns'kyj e Myroslav Skoryk al Conservatorio di Kiev. Ha lavorato come editore musicale, è stato presidente dell'Unione dei compositori ucraini e, dal 1998, lavora come docente di composizione al Conservatorio di Kiev, ora Accademia Nazionale di Musica dell'Ucraina.
Nel 2017 è stato a capo del comitato organizzatore delle olimpiadi ucraine "La voce del Paese".

## Opere
- Quando fiorisce la felce (1978)